# Cantillazione
La cantillazione, in latino cantillatio, è il canto liturgico di recitazione con modulazione melodica dei testi sacri in prosa della religione cristiana, ebraica, mussulmana o buddista.

## Cantillazione ebraica

Gen. 1:9 «E Dio disse: che le acque si uniscano».
In nero le consonanti,
in rosso le vocali e dagheshim,
in blu i segni di cantillazione

La cantillazione ebraica è la pronuncia attenta e sfumata dell'altezza musicale delle vocali di ogni parola in un versetto del Tanakh, la Bibbia ebraica. 
Il Chazzan, maestro cantillatore, utilizza un repertorio di modelli musicali tradizionali e stereotipati, tropi (in Yiddish טראָפּ tropo). Ogni tropo consiste in un mottetto iniziale per cantillare le vocali atone di una parola, seguito da un mottetto caudale più sviluppato per modulare le vocali toniche delle parole ossitone, le parole toniche e post toniche delle parossitone. Il repertorio dei tropi varia secondo i riti (Ashkenazi o sefardita), a seconda del paese, o secondo gli usi delle comunità ebraiche locali.
I tropi sono notati nel testo con l'aiuto di accenti grafici come quelli mostrati nella figura a fianco.
Se l'accento è il segno scritto che rinvia al tropo, il tropo è il segno orale di una prescrizione grammaticale che permette di strutturare il testo biblico modulando le pause che separano la pronuncia delle parole successive in ogni versetto. L'insieme di queste prescrizioni vengono chiamate טְעָמִים te'amim.
Questo genere di canto affonda le radici nella tradizione ebraica ed è privo di strutture metriche. Questo testo, formalizzato nel sistema diatonico, prevede una particolare intonazione: essa è caratterizzata da fermate, sospensioni attese ed enfatizzazioni, oggi evidenziate dalla punteggiatura, ma per anni trasmessi per via orale nelle sinagoghe.

## Cantillazione coranica
L'Adhān è la chiamata alla Ṣalāt, la preghiera canonica, specialmente quella comunitaria, fatta dal muezzin dall'alto del minareto.
L'adhan è un annuncio pubblico che comporta delle frasi definite. Può essere ascoltato in tutti i paesi a maggioranza musulmana all'ora delle cinque preghiere della giornata. È il simbolo sonoro dell'islam. Questa chiamata vocale è stata istituita dalla sunna di Maometto. L'adhan è una cantillazione che assomiglia ad una recitazione scandita e modulata della chiamata alla preghiera.
L'adhan è seguito dall' iqāma che riprende le stesse formule e segna l'inizio effettivo della preghiera.

## Cantillazione buddista

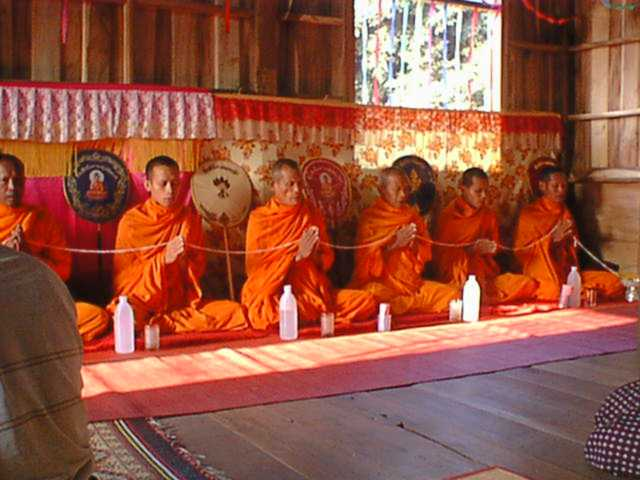
Monaci thaïs cantano le sutra.

Il buddismo conosce diverse modalità di cantillazione rituale sotto forma di recitazione dei testi sacri:
- le sutra
- i mantra
- le salmodie
- il canto di gola

Queste cantillazioni consistono nella recitazione del nome di Amitabha, la luce infinita.
In Giappone viene praticato il canto difonico.

## Cantillazione vedica
Il Sama-Véda è una collezione modi di cantillazione di strofe (rik), estratti da una collezione principale di testi vedici detti Ṛgveda Saṃhitā.

## Cantillazione cristiana
La cantillazione cristiana viene praticata in modo particolare nel canto gregoriano che è il canto liturgico ufficiale della chiesa cattolica romana. Derivato dalla tradizione ebraica, la cantillazione gregoriana è una lettura cantata dei brani biblici, secondo l'accentuazione latina. È quindi il ritmo vocale che dirige la melodia.

Il melisma non è contemplato nella cantillazione. 
.